# Paul Fraisse
Paul Fraisse (Saint-Étienne, 20 marzo 1911 – Châtenay-Malabry, 12 ottobre 1996) è stato uno psicologo francese.

## Biografia
Volendo entrare nella Compagnia di Gesù, inizialmente studiò teologia, ma dal 1930 si mise a studiare filosofia e filosofia scolastica. Dopo la laurea, si specializzò in psicologia sperimentale nel laboratorio di Albert Michotte, che si trovava all'Istituto superiore di filosofia dell'Università Cattolica di Lovanio, ottenendo il dottorato di ricerca nel 1945 sui movimenti ritmici volontari.
Continuò la carriera accademica a Parigi focalizzandosi sulla psicologia della percezione e nel 1952 assunse la direzione del laboratorio di psicologia sperimentale e fisiologia sensoriale alla Scuola pratica di studi superiori. Successore di Henri Piéron come direttore del laboratorio di psicologia sperimentale dell'Università Parigi-Descartes, dal 1952 al 1979 fu direttore dell'Istituto di psicologia della stessa università. Dal 1966 al 1969 è stato presidente dell'Unione internazionale della psicologia scientifica.
Dal 1947 al 1994 è stato condirettore della rivista scientifica L'Année psychologique. A partire dal 1963 scrisse con Jean Piaget il Trattato di psicologia sperimentale, diviso in nove volumi.
Sposò la accademica Simone Bitry (1913-2004), che insegnò letteratura francese all'Università Sorbonne Nouvelle e analizzò la figura di Charles Péguy, dalla quale ebbe la filosofa femminista Geneviève Fraisse; fu legato da un rapporto di stretta amicizia con lo psicologo italiano Ernesto Valentini.

## Pensiero scientifico
Scelta la percezione del tempo come proprio campo di studio, criticò l'ipotesi di Jean Piaget secondo cui la nozione di tempo si basa su quella della velocità, sostenendo che il giudizio temporale può essere influenzato da molti altri parametri ed elaborando il concetto di "cronopsicologia".

## Opere
- Paul Fraisse, Manuel pratique de psychologie expérimentale, Parigi, Publications universitaires de France, 1956.
  -  Manuale pratico di psicologia sperimentale, traduzione di Mario Viglietti, Torino, SEI, 1959.
- Paul Fraisse, Les structures rythmiques, Lovanio, Publications universitaires de Louvain, 1956.
- Paul Fraisse, Les conduites temporelles, Parigi, Publications universitaires de France, 1957.
- Paul Fraisse, Psychologie du temps, Parigi, Publications universitaires de France, 1957.
- Paul Fraisse, Psychologie du rythme, Parigi, Presses universitaires de France, 1974.
  -  Psicologia del ritmo, Roma, Armando Editore, 1979.
- Paul Fraisse, La psychologie expérimentale, Parigi, Presses universitaires de France, 1979.
  -  Psicologia sperimentale, traduzione di Giuseppe Crescenzi, Roma, Armando Editore, 1982.
- Paul Fraisse, Des choses et des mots, Parigi, Presses universitaires de France, 1992.